# Campeonato Alagoano de Handebol Feminino
O Campeonato Alagoano de Handebol Feminino é uma competição organizada pela Federação Alagoana de Handebol (FAHd) e realizada por clubes femininos de handebol adulto do estado de Alagoas.